# RK Krško
Maillots
Actualités
Dernière mise à jour : 10 août 2014.
Le RK Krško est un club de handball, situé a Krško en Slovénie, évoluant en 1. A Liga.

## Histoire
Le RK Krško, anciennement TDV Partizan, a été fondé en 1955, mais a joué son premier match en 1956.
À l'époque, il existait deux clubs de handball à Krško, le TDV Partizan et le Celulozar.
Par la suite ces deux clubs fusionnèrent mais gardèrent le nom TDV Partizan.
En Yougoslavie, le club passa beaucoup de temps en Ligue de la République (division 3) mais accéda en division 1 yougoslave.
Après l'indépendance de la Slovénie, le club se retrouve en division 2 slovène et subit une crise économique. Malgré tout, le RK Krško parvient à monter en 1. A Liga.

## Personnalité liée au club

### Joueurs
- Gorazd Škof
- Uroš Šerbec
- Blaž Iskra
- Borut Mačkovšek
- Klemen Cehte
- Nejc Cehte
- Gregor Božič
- Alen Dražetič
- Ale Kukavica
- Daniel Pfajfar
- Bruno Glaser
- Dušan Urbanč
- Rok Urbanč
- Miro Urbanč
- Borut Voglar
- David Voglar
- Jure Medved
- David Imperl
- Sandi Keše
- Aleš Dragar
- Darko Levičar
- Primož Plazar
- Igor Martinčič
- Robert Martinčič
- Boris Brili
- Toni Čanžar
- Grega Zagorc
- Marko Grošelj
- Sandi Markl
- Gašper Kovač
- Žiga Drnovšek
- Sebastjan Šoba
- Alen Luskovec
- Marko Žičkar
- Gregor Klepej
- Rok Jelovčan
- Tomi Slamar
- Blaž Šalamon
- Tomaž Pavlin
- Bojan Bogovič
- Primož Smole
- Zvonko Šebalj
- Marin Šebalj
- Ivan Stevanović
- Kosta Savić
- Goran Šarenac

## Infrastructure
Les match du RK Krško se déroulent au Športna dvorana Krško.